# Shuji
shuji（しゅうじ、本名：末松秀二（すえまつ しゅうじ）、1974年11月21日 - ）は、日本のドラマーで、ロックバンド・Janne Da Arcの元メンバー。兵庫県神戸市出身。大阪府立枚方西高等学校卒業。血液型はO型。

## 概要
- 1996年、Janne Da Arcに正式に加入。最後に加入したメンバー。すでに就職していたが、前任のドラムが抜けた際にオーディション等もやったが、ka-yuが「知らんヤツとやるよりよく知っているshujiがいい」と言い出したところ、yasu、you、kiyoも納得し、yasuとka-yuが誘いに来た。その際悩んだが、ka-yuの「一緒に夢見ようや」という言葉に惹かれ、加入を決意。ただ「25歳になるまでになんの結果も出せなかったらきっぱりやめる」という条件付きだった。
- 中学生の頃に、yasu、you、ka-yuと地元のスタジオで出会う。3人は『結膜炎』と言うX JAPANのコピーバンドをしていて、shujiは違うバンドだった。後に高校でkiyoと出会う。その後も加入前のJanne Da Arcのライブを当時の彼女と見に行っていた（客がその2人だけの時もあった）。
- 元々はギターをやっていたが、「F」のコードが押さえられず、やめた。
- スタッフに「人間シーケンサー」とまで呼ばれる程、しっかりとした曲中の演奏とはまた違い、手数が多い変則的なドラムプレイも得意とする。また、「Live Dearly」でのメンバーのソロコーナーは、you、ka-yu、kiyoの3人が、誰か1人が演奏した「お題」を他の2人も弾くという形で、その間の約15分間、shujiは常にドラムを叩き続けていた。
- 本人曰く「僕はロックしか叩けなくて他のジャンルは得意ではない」。
- 実家は自営業。おもちゃ屋などを経営。自身もプロミュージシャンになるまではガソリンスタンド、電気関係の営業職などを勤めていたサラリーマンであった。
- 2007年3月に、自身初の教則DVD『ジャンヌダルクshuji直伝 Pleasure of Drumming』を発売。同年6月には、自身のオフィシャルホームページも開設。そのすぐ後、kiyo風呂の影響か、アメブロで『まっぱでブログ』を始める。kiyo風呂がグルメ、星、音楽を中心の記事なのに対して、ドラム、車、パチンコの記事が多い。kiyoは、このブログを『裸ブログ』と呼んでいる。また、よくお互いのブログを通して交流している（kiyoが課題を出して、shujiがそれに答えたり）。
- Janne Da Arcメンバーの中で唯一継続的なソロの音楽活動を行っておらず、ドラムクリニックを行ったり他のメンバーのライブにサポートとして参加したりしている。2008年5月28日に、渋谷O-EASTで行われたイベント「MIX JUICE」では、ゲストとしてyouとkiyoが参加。終盤では、shujiがボーカルに挑戦するシーンも見られた。
- 2010年にはka-yuのソロプロジェクトであるDAMIJAWの「無力な自分が許せない」のPVに参加、さらにライブツアーにサポートとして参加している。また同年にはゴールデンボンバーの「また君に番号を聞けなかった」にゲストミュージシャンとして参加、初めてJanne Da Arcメンバー以外のサポートを務める。

## 影響
音楽好きな兄の影響で、14歳でドラムを始める。XやLOUDNESS等を好んでコピーしていた。今でもX JAPANとLOUDNESSを影響を受けたアーティストとしてあげている。また、LOUDNESSのドラマー樋口宗孝を尊敬しており、実際に師弟関係は無かったが、弟子と噂されることもあった。音源のSpecialThanksでは、しばしば名前が挙がる程であり、2008年6月に行われたレイジーの復活ライブでは、病気静養中だった樋口の代役を務めた。
好きな音楽のジャンルは、ハードロック、ヘヴィメタル。

## ディスコグラフィー

### 映像作品
『ジャンヌダルクshuji直伝 Pleasure of Drumming』(2007年3月26日)